# Von
Von (isl. Nadzieja) – debiutancki album islandzkiej grupy Sigur Rós wydany w 1997.
Materiał został nagrany w wynajętym studiu, a żeby opłacić czas nagrania, muzycy przemalowali pomieszczenie. Produkcja zajęła stosunkowo dużo czasu, a jej wynik był tak znacząco różny od oryginalnego materiału, że zespół myślał o nagraniu płyty od nowa, ale nie było na to czasu.
Mimo że krytycy przyjęli album w zasadzie pozytywnie, przez pierwszy rok od wydania w Islandii sprzedano zaledwie 313 kopii. Po sukcesie kolejnych płyt zespołu, Ágætis byrjun oraz ( ), album został wydany w Europie we wrześniu 2004 roku, a miesiąc później również w Ameryce. W grudniu 2005, Von została ogłoszona platynową płytą w Islandii .
Szósty utwór zawiera jedynie 18 sekund ciszy.
Następny album grupy, wydany w 1998 Von brigði, zawiera remiksy utworów z Von.
Zespół grał dwa utwory z Von na trasie koncertowej dla Ágætis byrjun: "Hafssól" i "Von". Obydwa były znacznie zmienione w porównaniu do wersji albumowej. Był to wynik czystego startu, na który przed wydaniem płyty nie było czasu. Nowa wersja "Hafssól", jako "Hafsól", znalazła się na singlu Hoppípolla wydanym w 2005.

## Lista utworów
1. "Sigur Rós" – 9:46 ("Róża zwycięstwa")
2. "Dögun" – 5:50 ("Świt")
3. "Hún jörð" – 7:17 ("Matka ziemia")
4. "Leit að lífi" – 2:33 ("Szukanie życia")
5. "Myrkur" – 6:14 ("Ciemność")
6. "18 sekúndur fyrir sólarupprás" – 0:18 ("18 sekund przed wschodem słońca")
7. "Hafssól" – 12:24 ("Słońce morza")
8. "Veröld ný og óð" – 3:29 ("Świat, nowy i obłąkany")
9. "Von" – 5:12 ("Nadzieja")
10. "Mistur" – 2:16 ("Mgła")
11. "Syndir Guðs (opinberun frelsarans)" – 7:40 ("Grzechy Boga (wizja zbawiciela)")
12. "Rukrym" – 8:59 ("Ćśonmeic")